# Luciosoma bleekeri
Luciosoma bleekeri är en fiskart som beskrevs av Steindachner, 1878. Luciosoma bleekeri ingår i släktet Luciosoma och familjen karpfiskar. IUCN kategoriserar arten globalt som livskraftig. Inga underarter finns listade i Catalogue of Life.